# Яблонка (Брянска област)
Яблонка (на руски: Яблонка) е махала (на руски: деревня) в Березинско селско поселение (вид община от множество малки населени места) на Унечски район в Брянска област на Русия.
Административен център на селското поселение (общината) е махалата (на руски: деревня) Березина (преименувана през 1964 г. от Зарюхова Буда).

## География
Намира се в централната част на Брянска област на разстояние около 8 km в посока изток-югоизток по права линия от административния център на Унечския район – град Унеча – и на 2 km северно от административния център на селското поселение (общината) – махалата (на руски: деревня) Березина. През махалата тече едноименният ручей Яблонка, приток на река Жеча.

## История
Яблонка е основана и заселена около 1700 г. от благородника Михаил Андреевич Миклашевски (ок. 1640 г. – 19 март 1706 г.) – полковник на Стародубския полк (административно-териториална, съдебна и военна единица на Казашкото хетманство, а след анектирането му – на Руската империя).
През 1706 г. Михаил А. Миклашевски е убит край полския град Несвиж в битка срещу шведите по време на Великата северна война. Многобройните му владения са временно (неокончателно) разделени между вдовицата му Анна и по-големите им синове Андрей и Степан, тъй като техният полубрат Иван все още не бил пълнолетен (на 17 години) и нямал право самостоятелно да сключва правни сделки. Окончателната подялба на наследството се състои едва през 1741 г., когато Иван Михайлович Миклашевски е вече бил починал година по-рано. Неговите права приема сина му Павел Иванович Миклашевски (15.12.1724 г. – ок. 1773 г.). Така наследството се разделя между Андрей, Степан и племенника им Павел. Според тази делба, махалата Яблонка става владение на Павел.
До 1781 г. Яблонка е част от Новоместската сотня (подразделение) на Стародубския полк. През 1859 г. (тогава част от Стародубски уезд на Черниговска губерния) има 17 двора (домакинства), а през 1892 г. – 39.

## Население
Броят на населението: 128 души (1859 г.), 240 души (1892 г.), 90 души (98 % руснаци) през 2002 г., а през 2010 г. – 68 души.